# Mehmed Esad Efendi (1685-1753)
Mehmed Esad Efendi (1685 - 9 d'agost de 1753) fou un religiós otomà, fill d'Abu Ixak Ismail Efendi i germà d'Ixak Efendi que van exercir el mateix càrrec. Va ocupar diversos càrrecs religiosos i fou kazasker de Rumèlia. Fou nomenat Xaikh al-Islam el 20 de juliol de 1748, però fou destituït l'estiu del 1749 i desterrat a Sinope i després a Gal·lípoli. Va tornar a Istanbul per una amnistia (1752). És pare de la poeta Fıtnat Hanım.